# Constitución de Colombia de 1886
La Constitución política de Colombia de 1886 fue la carta política nacional que rigió el ordenamiento jurídico de Colombia desde finales del Siglo XIX hasta finales del Siglo XX cuando fue derogada por la Constitución de 1991. Fue promovida por Rafael Nuñez, que era el presidente de la República y su principal redactor fue el político y escritor Miguel Antonio Caro durante el período histórico conocido como la Regeneración.
La Constitución, orientada principalmente por los principios ideológicos conservadores, fue proclamada el 5 de agosto de 1886 en el gobierno de José María Campo Serrano y depuso la Constitución de 1863, que tenía un carácter liberal. Creó un Estado unitario, administrador en el aspecto social y económico, sumamente confesional al considerar la fe católica como religión oficial, estableció el período presidencial en seis años y reemplazó el sistema federal al haber establecido a los departamentos como forma de administración territorial del país.
Tuvo dos reformas importantes: la de 1910, después del gobierno de Rafael Reyes y la reforma de 1936, en el gobierno de Alfonso López Pumarejo. Otras reformas significativas se dieron en 1905, 1954, 1957, 1958, 1968 y 1986. Ha sido la constitución más longeva de la historia colombiana, teniendo vigencia durante 104 años.

## Historia

### Antecedentes
Desde mediados del siglo XIX, luego de la disolución de la Gran Colombia en 1831 y la posterior fundación de la Nueva Granada, la nación vivió muchos años de violencia política y Guerras Civiles, a la vez que ocurrían disputas bélicas para apoderarse del Poder entre los dos partidos predominantes: el liberal y el conservador. Sin embargo, ambos bandos trataron de encontrar un punto intermedio entre sus doctrinas políticas para estabilizar el país, como la Reforma constitucional de 1853, la cual abolió la esclavitud, y la fundación de la 	Confederación Granadina en 1858, la cual permitió la descentralización administrativa del país. 

Sin embargo, a pesar de los acuerdos bilaterales por institucionalizar sus ideas, todo se desestabilizó con las intervenciones proteccionistas del gobierno conservador de Mariano Ospina Rodríguez hacia los Estados federales, ocasionando que los liberales radicales, liderados por Tomás Cipriano de Mosquera, se alzaran en armas contra el Gobierno en 1860, iniciando así la Guerra Magna (1860-1862). Al finalizar la guerra, los liberales triunfan en Bogotá y toman el poder, y para legitimar su asunción e instaurar una federación, Mosquera convoca un Convenio Nacional en 1863 para crear una constitución; y finalmente, el 8 mayo de dicho año se promulga la Constitución de Rionegro, el cual proclamaba la fundación de los Estados Unidos de Colombia y la federalización del Estado.

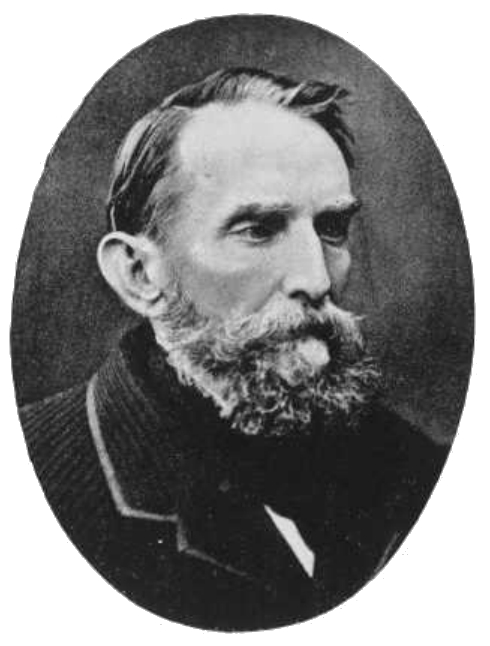
Rafael Núñez, 15° y 20° Presidente de los Estados unidos de Colombia, 3°.y 5° presidente de la República de Colombia y Principal impulsor de la Constitución de 1886.

#### La Constitución de Rionegro de 1863 y sus defectos
La Constitución de 1863 proclamaba un Estado Federal y descentralizado, con un gobierno central "débil" frente al resto del territorio nacional, dividido en «Estados soberanos» con gran autonomía frente al gobierno nacional; también, proclamó la laicización del estado, la educación gratuita y obligatoria, el libre mercado, la libertad de prensa y la abolición de la pena de muerte, entre otros cambios significativos. 
Si bien es cierto que esta constitución dio grandes avances en los derechos naturales y el de haber logrado una alternancia democrática de gobiernos, lo que a su vez trajeron progreso en la infraestructura y cultura nacional, lo cierto es que los liberales radicales se perpetuaron en el poder, sobre todo militares, excluyendo a los conservadores del gobierno, además de que la ausencia de un poder central no se podrían evitar las frecuentes guerras civiles entre los estados, conduciendo el país a la anarquía, la violencia y el separatismo, desventajas legales que criticaban los conservadores, quienes consideraban que el gobierno debería ser fuerte, centralizado y dirigido por civiles y no por militares. Estas desventajas institucionales quedaron reflejadas en el Golpe de Estado de 1867 y en la Guerra de las Escuelas (1876-1877).

#### Descontento Conservador y Guerra Civil de 1884-1885
Con la perpetración del "Olimpo Radical" en el poder, los varios sucesos de desobediencia civil, y el aumento de la Deuda externa y el decrecimiento económico, fueron generando un gran descontento entre las fuerzas conservadoras y en la población ortodoxa del país, sobre todo en el clero y en la oligarquía, lo que motivó a que los Estados eligieran en 1880 a un candidato más moderado, a Rafaél Núñez, quien llevó a cabo un proyecto de centralización gubernamental en el país para "civilizar" a las instituciones, conocido como "la Regeneración", lo cual tuvo a sus opositores, como el excandidato liberal Solón Wilches, quien le declaró la guerra al gobierno y desató la Guerra civil colombiana de 1884-1885, con el pretexto de que Núñez amenazaba la soberanía de los Estados. Tras culminar el conflicto en 1885, con una inminente victoria del gobierno en la Batalla de La Humareda, el presidente Rafael Núñez tomó a este hecho bélico como razón para abolir la Constitución, al considerarla insuficiente para garantizar orden en la nación, decidiendo que el estado federal ya no podía seguir siendo el modelo del estado colombiano; y a consecuencia de esto, pronunció el 20 de junio de ese año ante una multitud en Bogotá desde el Palacio de San Carlos: «la Constitución de Rionegro ha dejado de existir», proclamando así la abolición de la Constitución de Rionegro hasta la promulgación de una nueva Constitución.

### Pretexto, redacción y promulgación

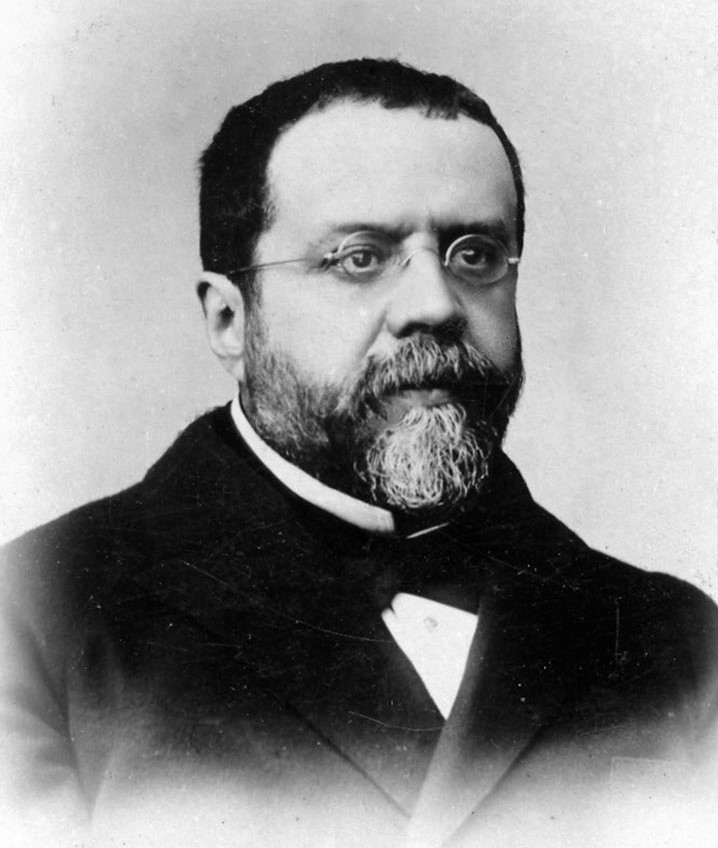
Miguel Antonio Caro, delegatorio por Panamá y principal redactor de la Constitución de 1886.

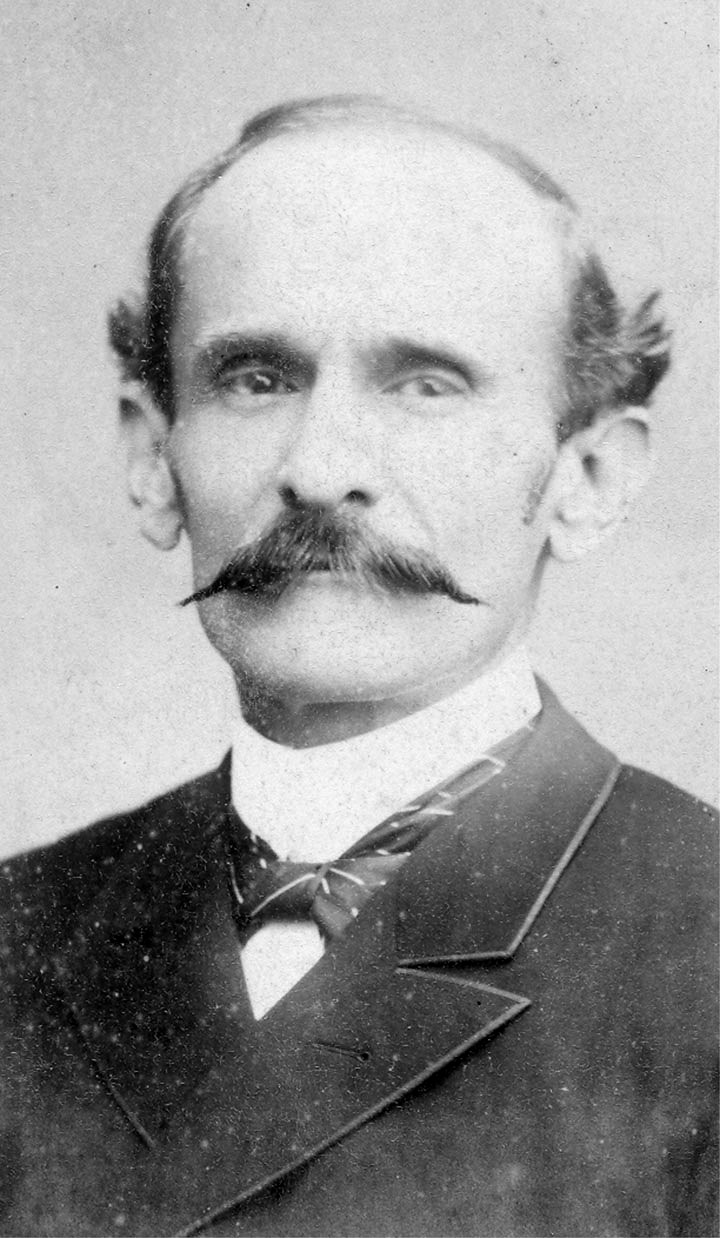
José María Campo Serrano,1° presidente de la República de Colombia y promulgador de la Constitución de 1886.

#### Reunión del Consejo Nacional Constituyente
Luego de la proclamación de Núñez sobre la constitución de Rionegro, expidió un decreto el 10 de septiembre de 1885 convocando a un Consejo Nacional Constituyente para redactar una nueva constitución, conformándola con la elección de dos delegatarios por cada uno de los nueve estados soberanos (Antioquia, Bolívar, Boyacá, Cauca, Cundinamarca, Magdalena, Panamá, Santander y Tolima), para así refundar a la nación basándose en los ideales de "la Regeneración", con el pretexto de que la Constitución anterior permite que cualquier grupo se alce en armas y provoque desorden y desobediencia civil, atentando con la unidad y el marco constitucional de Colombia, tal y como ocurrió en la Guerra civil colombiana de 1884-1885. Luego de un largo proceso electoral, finalmente los delegatorios se reunieron en Bogotá el 11 de noviembre de 1885, iniciando así las sesiones del Consejo Nacional Constituyente, contando como presidente del Consejo al delegatorio por Cauca Juan de Dios Ulloa, y como vicepresidente al delegatorio por Cundinamarca José María Rubio Frade.

#### Discusión
Durante la discusión del borrador, se planteó la necesidad de restablecer el orden público en la Nación por medio de un gobierno central más fuerte, y para asegurar esto y suprimir de las rebeldías territoriales, decidieron establecer principios constitucionales para centralizar el gobierno, al eliminar las autonomías de los Estados, que ahora estarían bajo el yugo administrativo de la Capital y con la denominación de Departamentos, similar al modelo francés de República Unitaria; una propuesta que fue planteada por el mismo Núñez al Consejo. Luego, se discutió la relación del Estado con la iglesia, planteándose la necesidad de restablecer el estado confesional y los privilegios de la iglesia, ya que los conservadores consideraban que la fe cristiana es el fundamento moral de la sociedad, y no la razón humana, como lo veían los Liberales, a su vez de que la iglesia pudiese ayudar en el restablecimiento del orden social, propuesta que fue dada por el delegatorio por panamá Miguel Antonio Caro, siendo este muy influyente dentro del Consejo. También, el mismo Caro, siendo escritor y humanista, tuvo la tarea de parafrasear el borrador con palabras más poéticas y elocuentes para resaltarla como una "constitución civilizada"; un ejemplo de ello es el uso de la palabra "almas" en vez de "habitantes", o la palabra "Nación" en vez de "pueblo", al considerar estos últimos términos como "muy radicales" que pertenecen al ideario liberal. También, se discutieron temas de interés para la Constitución, como las libertades políticas, el monopolio de la Prensa, la restitución de la pena de muerte, la composición de los poderes públicos, entre otros debates que se realizaron durante la discusión de la Carta Magna.

#### Aprobación y Promulgación
El Consejo de Delegatarios aceptó la separación de Núñez del cargo de presidente el 30 de marzo de 1886 y José María Campo Serrano asumiría el cargo el 1° de abril de ese año, siendo este el último presidente que tendría los Estados Unidos de Colombia. Finalmente, luego de que fuera aprobado el borrador con el voto de las municipalidades entre mayo y julio de 1886, la constitución fue promulgada y ratificada por el gobierno de José María Campo Serrano y sus Secretarios el 5 de agosto de ese año, convirtiendo automáticamente a la nación en la "República de Colombia".

## Principales características de la constitución en 1886
- Se cambió el nombre del país de «Estados Unidos de Colombia» a «República de Colombia».

- Cambio de sistema federal a una estructura centralista, tornó a los «estados soberanos» en «departamentos» (artículo 4). Esto, hizo que, se dividieran en municipios (artículo 182).
  - El presidente de Colombia que estuviese en cargo ese año nombraba a los gobernadores de los departamentos (artículo 193).
  - Los gobernadores, por su parte, nombraban a los alcaldes capitales, y estos mismos a los alcaldes de los municipios (artículo 200).

- Fijó el periodo presidencial en seis años con reelección indefinida (artículo 114).
  - A consecuencia de esto, reformó el sistema de elección del presidente, reemplazando el voto por Estado por el sufragio indirecto, retornando al sistema electoral de la Nueva Granada, vigente entre 1831 hasta 1853. La Constitución definió que el presidente sería electo por la mayoría simple de una "asamblea electoral"(artículo 114), conformado por electores elegidos por cada mil habitantes, siendo estos elegidos en cada distrito por el voto civil de varones mayores de 21 años de edad que supieran leer y escribir.

- Unificó los ejércitos de cada estado soberano en unas fuerzas militares nacionales (artículos 165-171).

- Restauró la pena de muerte en toda la República, exceptuando únicamente a los delitos políticos de su aplicación (Artículo 30). Este cargo penal se había abolido luego de la promulgación de la Constitución de 1863.

- El Estado pasó de ser laico a ser confesional, declarando al catolicismo como la religión nacional (artículo 38). Como muestra de ello, mientras que en el preámbulo de la Constitución de 1863 decía "en nombre y por autorización del Pueblo y de los Estados Unidos Colombianos que representa", la de 1886 comenzaba con el texto "en nombre de Dios, fuente suprema de toda autoridad".
  - A consecuencia de esto, se le devolvió el poder y los privilegios a la Iglesia católica que se habían eliminado luego de la promulgación de la constitución de Rionegro, como la aplicación del diezmo a los ciudadanos y la representación del clero en algunas instituciones públicas, otorgando ahora un régimen fiscal especial con exención de impuestos (artículo 55) y le dio el control de la educación pública en el país (artículo 41), con el que ella delineaba el programa académico y elegía a los profesores de los colegios.

## Consecuencias
- La regulación del matrimonio pasó de la esfera civil a la de la Iglesia católica, lo que implicó la desaparición del divorcio.
- Censura por parte de la Iglesia a profesores y empleados públicos partidarios del secularismo.
- Censura a literatura y arte de corte liberal en los colegios del país.
- El establecimiento del estado de sitio para afrontar conflicto interno o guerra externa.
- Exilio a Ecuador y Venezuela de políticos, profesionales y empleados públicos liberales.
- Debido a la impopularidad que había entre los civiles durante los primeros años de vigencia de esta carta magna, esto por sus medidas autoritarias y centralistas, sirvió de estímulo para que se desataran la Guerra civil colombiana de 1895, la Guerra de los Mil Días (1899-1903) y la Separación de Panamá de Colombia (1903).
- Debido a sus vacíos legales para combatir la corrupción, garantizar los derechos naturales y mantener el orden público, estimuló a largo plazo el desenvolvimiento de las varias crisis sociales y políticas que azotaron a Colombia durante todo el Siglo XX, como La Violencia y el Conflicto armado interno.

## Reformas
Sabiéndose que la Constitución era imperfecta, y que las necesidades legales del pueblo cambian con el paso del tiempo, la Constitución de 1886 establecía que podía ser reformada por el Congreso reunido en sesión extraordinaria mediante la emisión de actos legislativos (artículo 209). Normas de este tipo fueron expedidas en 1905, 1910, 1936, 1954, 1957, 1958, 1968, 1975 y 1986, las cuales fueron significativas para adaptar a la carta magna a los nuevos tiempos. A continuación se relatarán las reformas que llegó a tener la Constitución de 1886:

### Reforma de 1905

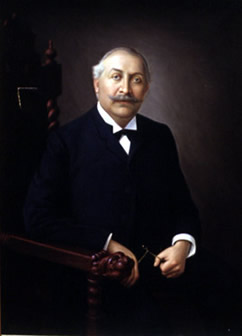
Rafael Reyes Prieto, 9° Presidente de la República de Colombia.

El gobierno de Rafael Reyes Prieto (1904-1909) decide llevar a cabo políticas autoritarias para perpetuarse en el gobierno. Por ello, propone una reforma constitucional al Congreso, la cual fue aprobada a través del acto legislativo N° 5 de marzo de 1905, logrando de esta manera llevar a cabo sus medidas dictatoriales. Por medio de este reforma, se establecieron los siguientes cambios:
- Establece un periodo presidencial de 10 años.
- Se suprime la vicepresidencia y la designatura y se estableció que al presidente de la República, en caso de falta temporal o absoluta, lo reemplazaría el ministro que designe el Consejo de Ministros; si faltaren los ministros, el gobernador del departamento más cercano a la capital de la república, lo cual se ratificó con el Acto Legislativo 5 de 8 de abril de 1909
- Cambió el sistema electoral por circunscripciones y se prescindió del Consejo de Estado.[5]
- Se podrá cambiar la división del territorio, formando los departamentos que se estimare convenientes para la administración pública.
- Nadie en tiempo de paz podía ser privado de su propiedad, salvo excepciones.
- Las Asambleas Departamentales dirigir y fomentar por medio de ordenanzas y con los recursos propios del Departamento, la instrucción primaria y la beneficencia, la creación de industrias, la colonización de baldíos, la apertura de canales navegables, el arreglo de la policía local y las cárceles del circuito y la fiscalización de las rentas y gastos municipales.
- Por la anterior se crea con la Ley 17 de 1905 los departamentos de Atlántico, Caldas, Galán, Huila, Nariño, Quesada, y Tundama, y las intendencias del Alto Caquetá, La Guajira, Meta y Putumayo.[6] Además, de la Intendencias del Chocó, la Comisaría del Caquetá y el Distrito Capital. En 1908 se crean los departamentos Antioquia, Barranquilla, Bucaramanga, Buga, Cali, Cartagena, Chiquinquirá, Cúcuta, Facatativá, Garzón, Honda, Ibagué, Ipiales, Jericó, Manizales, Medellín, Mompós, Neiva, Panamá, Pasto, Popayán, Quibdó, Riohacha, San Gil, Santa Marta, Santa Rosa, Sincelejo, Sonsón, Tumaco, Tunja, Vélez y Zipaquirá. El Distrito Capital adquiere la categoría de Departamento.[7]
- Se fija el mismo periodo para senadores y representantes, pero determinaba que los primeros sólo podían ser elegidos por los consejos departamentales.
- La Constitución podía ser reformada por una Asamblea Nacional convocada expresamente para ese objeto por el Congreso, o por el Gobierno Ejecutivo, previa solicitud de la mayoría de las municipalidades. También reglamentó las actividades de dicha Asamblea una vez constituida.[8][9]

### Reforma de 1910

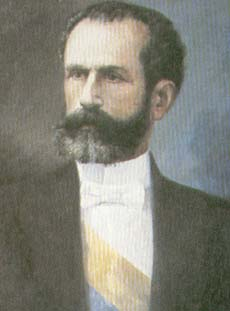
Ramón González Valencia, 11° Presidente de la República de Colombia

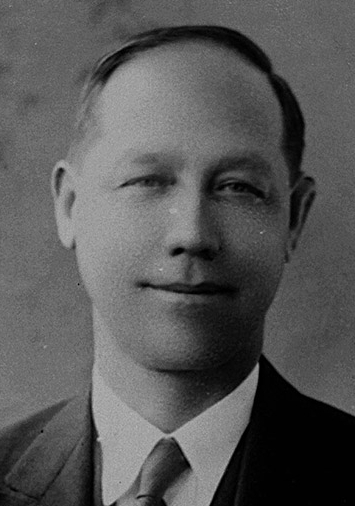
Enrique Olaya Herrera en 1910, dignatario de la Asamblea y futuro 18° Presidente de la República de Colombia. Siendo miembro de la Asamblea, impulso la reducción del periodo presidencial de 6 a 4 años y sin posibilidad de reelección inmediata e indefinida.

Tras la Renuncia de Reyes Prieto el 9 de junio de 1909, debido a la presión social que se originó luego de los sucesos del "Trecemarcismo", el Congreso elige al vicepresidente Ramón González Valencia para que culminara el periodo restante de Reyes. Ramón González, comprometido por recuperar el apoyo popular a los conservadores y alcanzar la paz, promovió una nueva reforma constitucional, en la cual se rectificarían algunos cambios hechos por Reyes Prieto y se agregarían otras reformas más, con el objetivo de garantizar en el país una estabilidad democrática entre sus instituciones, y evitar la sucesión de gobiernos autoritarios como el de Reyes.
Posteriormente, luego de que su propuesta de reformar la Constitución fuese aprobada por el Congreso, a principios de 1910 el presidente González Valencia convoca la reunión de una Asamblea Constituyente, la primera desde 1886, con el objetivo de reformar la Constitución más no reemplazarla, para así establecer términos que garantizaran la democracia, la separación de poderes y la paz en la sociedad colombiana. El 15 de Mayo iniciaron las sesiones de la Asamblea Constituyente, reuniendo a los dignatarios escogidos por los Concejos Municipales, quedando conformada por 45 miembros en total, en su mayoría representantes de los partidos conservador y liberal reunidos en la coalición Unión Republicana, principal bloque opositor durante el gobierno de Reyes y oficialistas de González Valencia, dentro de los que se destacan Carlos Eugenio Restrepo, Pedro Nel Ospina, Enrique Olaya Herrera, Rafael Uribe Uribe, entre otros dignatarios reconocidos. Los principales cambios realizados en esta importante reforma están inspirados en las ideas de los integrantes de la Unión Republicana, los cuales en la práctica era un tercer partido con principios bipartidistas y progresistas, partidario de las elecciones libres y la tolerancia religiosa, quienes aspiraban que en los futuros gobiernos no ocurriera de nuevo las mismas atrocidades autoritarias cometidas en los años anteriores a la reforma constitucional.
Finalmente, Luego de diez días de discusión, el 25 de mayo la Asamblea hizo conocer sus resultados reformativos ante el público y el Congreso, siendo este último el que aprobaría la reforma en esa misma semana, promulgándose así las enmiendas constitucionales que permitieron un cambio en el espectro político nacional en los próximos 20 años. Entre los cambios significativos que se realizaron:
- Se establece definitivamente la Designatura Presidencial como el sucesor al cargo presidencial en casos de ausencia, aboliendo de esta manera la Vicepresidencia. Establece que el Congreso le corresponde la elección anualmente con doble discusión.
- Se suprime la pena de muerte.
- Se prohíbe la participación de militares en el gobierno y en las elecciones estando en funciones de servicio.
- Se da al Banco Nacional el monopolio de impresión de papel moneda.
- Consagró la reunión anual del Congreso y pasó a éste el poder de elegir magistrados de la Corte Suprema de Justicia.
- Se acorta el periodo presidencial de 6 a 4 años.
- Se establece la reelección alterna y por solo dos términos, suprimiendo así la inmediata e indefinida.
- Se le quitó al presidente el poder de hacer convenios internacionales no sujetos a la aprobación del Congreso.
- Se establece la responsabilidad al presidente por todas las violaciones a la Constitución y leyes.
- Se establece la prohibición al presidente o a quien hiciere sus veces, de salir del territorio nacional durante el ejercicio del gobierno y un año después, sin permiso del Senado.
- Se modifica el artículo 121 al disponer que en estado de sitio el presidente no podía derogar las leyes vigentes, sino sólo suspenderlas, y los decretos extraordinarios que hubiere dictado dejarían de regir al restablecerse el orden público.
- Restableció la votación directa para elegir al presidente, aunque sólo por varones mayores de 21 años, que supieran leer y escribir, o tuvieran renta de $ 300 al año, o propiedad de $ 1000; (igual fue el requerimiento para elección a la Cámara).
- Restableció las Asambleas departamentales con cierta autonomía administrativa; fortaleció los Concejos municipales; anuló la norma de Reyes sobre nuevos departamentos y estableció su creación por doble vuelta en las Cámaras.
- Suprime la mayoría de los departamentos creados en la reforma de 1905, restaura algunos y crea los departamentos de Atlántico, Valle del Cauca y Norte de Santander.
- Se establece el sistema de proporciones para el nombramiento de los miembros de las corporaciones públicas de acuerdo a los votos obtenidos, asegurando un mínimo de una tercera parte para lo que en ese entonces se llamaba el partido minoritario: el partido opuesto. No fue sino hasta el 27 de agosto de 1932, durante el gobierno de Olaya Herrera que se reglamentó este término con la ley n.º 7 de ese año.
- Atribuyó a la Corte Suprema la función de decidir sobre la constitucionalidad de las leyes; en caso de incompatibilidad entre la Constitución y aquéllas, se aplicarían de preferencia las normas constitucionales; estableció la jurisdicción de lo contencioso administrativo, que dio la posibilidad a los ciudadanos de defenderse contra los actos oficiales.[10]

En otras palabras, esta reforma constitucional significó en una plena reducción de las facultades presidenciales dentro del sistema de gobierno colombiano.

### Reforma de 1936

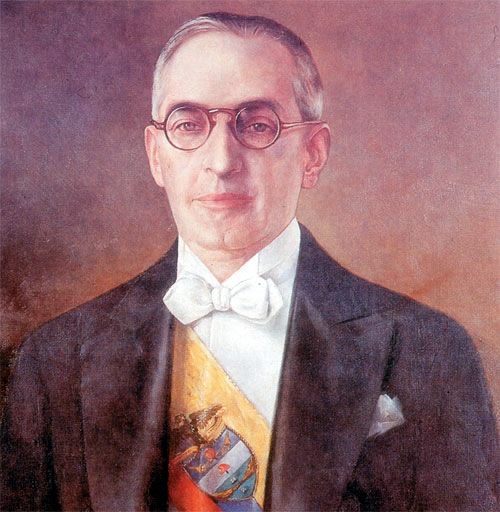
Alfonso López Pumarejo, 19° Presidente de la República de Colombia.

A través del Acto Legislativo 1 del 5 de agosto de 1936, en el gobierno de Alfonso López Pumarejo, se dio paso a una nueva concepción de estado para lo cual contó con el liderazgo de su ministro de Gobierno Darío Echandía, teniendo como base la Constitución de la Segunda República española se formuló la semilla de lo que después se conoció como Estado social de derecho; en la cual se crea la figura del Estado como entidad capaz de obligar al ciudadano al cumplimiento de sus deberes sociales.
- Se cambió la concepción del Estado, de un "Estado de Derecho" a un "Estado Social", al definir al Estado como entidad capaz de obligar al ciudadano al cumplimiento de sus deberes sociales.
- Se establece la definición de la propiedad por su función social.
- Se legaliza el derecho de huelga salvo en los servicios públicos.
- Se establece la mayoría de edad a los 21 años.
- Se establece libertad de enseñanza, conciencia y cultos.
- La asistencia pública es función del estado.
- El patrimonio familiar es inembargable.
- Laicización de la educación.
- Expropiación de tierras para utilidad pública.[11]

### Reforma de 1954

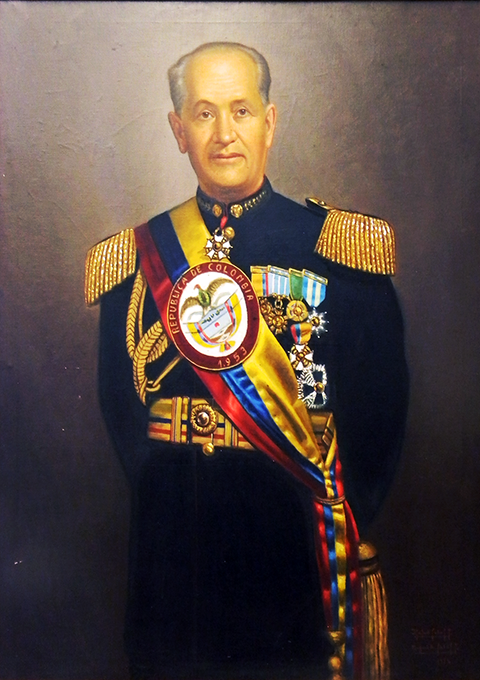
Gustavo Rojas Pinilla, 26° Presidente de la República de Colombia

Esta reforma fue promovida durante el gobierno Gustavo Rojas Pinilla (1953-1957) a finales de 1953, siendo esta finalmente aprobada mediante el Acto Legislativo N° 3 de 1954 en la Asamblea Nacional Constituyente de dicho año, convocado este por el gobierno militar. Entre las enmiendas realizadas:
- Se consagra el voto femenino en Colombia, al conceder a la mujer el derecho de elegir y ser elegida a través del sufragio, luego de que se eliminara del Artículo 15 de la Constitución el término "Varón" como requisito para ser ciudadano, y por tanto, ser elector.[4]

- Se eleva a Bogotá de Distrito Municipal a Distrito Especial, segregado del departamento de Cundinamarca, y su alcalde sería nombrado directamente por el presidente de Colombia, teniendo la misma jerarquía administrativa a la de un ministro de Gobierno.

### Reforma de 1957
Luego de la renuncia de Rojas Pinilla a la presidencia en 1957, asume la gestión la Junta Militar de Gobierno, presidida por el General Gabriel París, con el objetivo de organizar elecciones y retornar a la Democracia. En respuesta a la firma del pacto de Benidorm de 1956, se promueve una reforma constitucional para aplicar sus términos y construir la Transición democrática en el país.
Reformó 14 artículos en total, estableciendo las bases legales del Frente Nacional para permitir así la alternancia del poder entre liberales y conservadores durante los próximos 16 años, para organizar de esta manera la prematura democracia en Colombia y acabar con la violencia bipartidista y los alzamientos políticos, tal y cual como lo estipulaba el Pacto de Benidorm. Fue aprobada mediante un plebiscito en diciembre de 1957, siendo esta la primera reforma constitucional aprobada por el voto popular.

### Reforma de 1968
Luego de 10 años de vigencia del Frente Nacional, en el gobierno de Carlos Lleras Restrepo (1966-1970), propone una reforma constitucional al Congreso para aplicar una serie de medidas para transitar del bipartidismo al pluralismo político, desmontando de manera progresiva el Frente Nacional. Esta reforma fue aprobada mediante Acto legislativo en 1968.
Entre las principales enmiendas que se le realizaron a la constitución:
- Se eliminó la paridad partidaria entre liberales y conservadores en los cuerpos deliberativos y corporaciones públicas de la nación, sustituyéndola por el sistema de cociente electoral para permitir la plena representación proporcional de los partidos políticos, incluyendo los partidos minoritarios, aplicándose a partir del 1.º de enero de 1970 para Asambleas Departamentales y Concejos Municipales, y del 1.º de enero de 1974 para el Senado y la Cámara de Representantes.
- Estableció que el Congreso sería el único órgano legítimo para reformar la Constitución, disponiendo ahora que, para aprobar algún cambio a la Constitución, se requerirán los dos tercios de los curules del Senado y la cámara para aprobar alguna enmienda o reforma constitucional.
- Se eliminó la paridad de ministerios entre los dos partidos mayoritarios (Liberal y Conservador), como medida para desmontar el Frente Nacional, debiendo aplicarse esta norma a partir de 1978.

Además de las anteriores enmiendas, también se aprobaron otros cambios significativos:
- Se confirman las fronteras establecidas en los últimos tratados internacionales.[12]
- Se confirma la división política estableciendo las normas para la creación de Departamentos, Intendencias, Comisarías, municipios y demás.
- Se establece el Monopolio del estado de la libertad de prensa, permitiendo censura en caso de violar los derechos fundamentales.
- Se establecen reglas para la elección del contralor general y sus funciones.
- Se estipulan reglas para las comisiones de las cámaras del Congreso.
- Se establece que el Congreso es el único órgano legislador, y por tanto, el único encargado de hacer las leyes.

### Reforma de 1975
En el gobierno de Alfonso López Michelsen, se establece la mayoría de edad a los 18 años.

### Reforma de 1986
En el gobierno de Virgilio Barco se estableció la elección popular de alcaldes y gobernadores, celebrándose la primera en 1988.